# فیسچیانو
فیشانو (به ایتالیایی: Fisciano) یک کومونه در ایتالیا است که در استان سالرنو واقع شده‌است.

## خصوصیات
فیسچیانو ۳۱٫۵۲ کیلومترمربع مساحت و ۱۳٬۶۵۲ نفر جمعیت دارد و ۳۲۰ متر بالاتر از سطح دریا واقع شده‌است.